# Memorial Hubert Wagner 2003
Il Memorial Hubert Wagner 2003 si è svolto dal 20 al 22 settembre 2003 a Olsztyn, in Polonia: al torneo hanno partecipato quattro squadre nazionali e la vittoria finale è andata per la prima volta ai Paesi Bassi.

## Squadre partecipanti
| Squadra     | Qualificazione      | Ultima partecipazione |
| ----------- | ------------------- | --------------------- |
| Germania    | Wild card           | Esordio               |
| Paesi Bassi | Wild card           | Esordio               |
| Polonia     | Paese organizzatore | Esordio               |
| Spagna      | Wild card           | Esordio               |

## Torneo

### Risultati
| 22 agosto 2003 ?, Olsztyn Durata: ? - Spettatori: ? | Paesi Bassi | 3 - 1 | Spagna      | 22-25, 25-22, 25-19, 26-24        |
| 22 agosto 2003 ?, Olsztyn Durata: ? - Spettatori: ? | Polonia     | 3 - 2 | Germania    | 26-28, 25-21, 25-23, 23-25, 15-13 |
| 23 agosto 2003 ?, Olsztyn Durata: ? - Spettatori: ? | Polonia     | 0 - 3 | Spagna      | 24-26, 20-25, 23-25               |
| 23 agosto 2003 ?, Olsztyn Durata: ? - Spettatori: ? | Paesi Bassi | 3 - 1 | Germania    | 25-20, 20-25, 25-18, 25-21        |
| 24 agosto 2003 ?, Olsztyn Durata: ? - Spettatori: ? | Germania    | 3 - 2 | Spagna      | 23-25, 25-20, 18-25, 25-18, 15-12 |
| 24 agosto 2003 ?, Olsztyn Durata: ? - Spettatori: ? | Polonia     | 3 - 2 | Paesi Bassi | 23-25, 25-22, 21-25, 25-22, 15-13 |

### Classifica
| Pos | Squadra     | Pt | G | V | P | SV | SP | Ratio | PF  | PS  | Ratio |
| --- | ----------- | -- | - | - | - | -- | -- | ----- | --- | --- | ----- |
| 1   | Paesi Bassi | 5  | 3 | 2 | 1 | 8  | 5  | 1.600 | 300 | 283 | 1.060 |
| 2   | Polonia     | 5  | 3 | 2 | 1 | 6  | 7  | 0.857 | 290 | 293 | 0.990 |
| 3   | Spagna      | 4  | 3 | 1 | 2 | 6  | 6  | 1.000 | 266 | 271 | 0.982 |
| 4   | Germania    | 4  | 3 | 1 | 2 | 6  | 8  | 0.750 | 300 | 309 | 0.971 |

## Classifica finale
| Pos | Squadre     | Qualificazione |
| --- | ----------- | -------------- |
|     | Paesi Bassi | -              |
|     | Polonia     | -              |
|     | Spagna      | -              |
| 4   | Germania    | -              |